# Chabičov (Šternberk)
Chabičov (německy Gobitschau) je malá vesnice, část města Šternberk v okrese Olomouc. Nachází se v Nízkém Jeseníku, asi 4 km na sever od Šternberka. Prochází zde silnice II/445.

## Název
Jméno vesnice bylo odvozeno od osobního jména Chabič a znamenalo „Chabičův majetek“. Jeho základem bylo sloveso chabiti – „kazit“ (ve východomoravských nářečích sloveso znamená „ukrást“). Německé jméno vzniklo z českého.

## Historie
První písemná zmínka o Chabičovu pochází z roku 1371. Vesnice spolu se svou osadou Levín (Lewin) byla až do roku 1850 součástí šternberského panství, poté se stala samostatnou obcí v politickém a soudním okrese Šternberk. Šlo o malou, prakticky čistě německou vesnici s nerozvinutým zemědělstvím. V okolí se pouze těžila železná ruda. Po roce 1945 bylo původní obyvatelstvo vysídleno. Součástí Šternberka je od roku 1974.
| Rok      | 1869 | 1880 | 1890 | 1900 | 1910 | 1921 | 1930 |
| -------- | ---- | ---- | ---- | ---- | ---- | ---- | ---- |
| Obyvatel | 238  | 218  | 207  | 193  | 187  | 200  | 163  |
| Domů     | 38   | 38   | 37   | 36   | 34   | 36   | 49   |
| Rok      | 1950 | 1961 | 1970 | 1980 | 1991 | 2001 | 2011 |
| Obyvatel | 152  | 163  | 154  | 137  | 121  | 145  | 128  |
| Domů     | 36   | 30   | 30   | 32   | 35   | 39   | 38   |

1. ↑  Všechny osoby národnosti německé.[9]

## Pamětihodnosti
- kaple sv. Floriána z poloviny 19. století
- Josefčina studánka